# Roy Dotrice
Roy Dotrice, OBE (26. maj 1923 - 16. oktober 2017) var en britisk Tony Award-vindene skuespiller, kendt blandt andet for rollen som Leopold Mozart i filmen Amadeus. Derudover havde han også været lydbogsindlæser på en række bøger, deriblandt A Song of Ice and Fire-serien.
Han blev i 2004 optaget i Guinness Rekordbog for som enkeltperson, at have lagt stemme til flest figurer (224) i en lydbog.
I slutningen af 2007 blev han udnævnt til Officer of the Order of the British Empire (OBE).